# جيم دو
جيم دو (بالإنجليزية: Jim Dow)‏ هو مصور أمريكي، ولد في 26 يوليو 1942 في بوسطن في الولايات المتحدة.